# Wolfgang Gaschütz
Wolfgang Gaschütz, né le 11 juin 1920 à Neulewin (Allemagne) et mort le 7 novembre 2016 à Kiel, est un mathématicien allemand connu pour son travail sur la théorie des groupes et sur les groupes finis.

## Biographie
Wolfgang Gaschütz est né le 11 juin 1920 dans le quartier de Karlshof (de), dans le petit village de Neulewin dans l'arrondissement de Märkisch-Pays de l'Oder, près de la frontière de l'Allemagne avec la Pologne. En 1931 sa famille déménage à Berlin où son père y devient propriétaire d'un parc industriel. Là bas il y étudie au gymnasium, jusqu'à obtenir l'Abitur, équivalent du baccalauréat français en Allemagne et décide ensuite de s'engager dans l'armée en tant qu'officier d'artillerie. Sa carrière militaire s'étendra durant toute la durée de la Seconde Guerre mondiale jusqu'à prendre fin en avril 1945. En 1945 il intègre l'université de Kiel qui a rouvert en novembre et y étudiera pendant quatre ans, jusqu'en 1949 où il obtiendra son doctorat sous la supervision de Karl-Heinrich Weise (en) avec sa thèse Zur die {\displaystyle \Phi }-Untergruppe endlicher Gruppen.  
Il s'est marié en 1943 avec Gudrun Strasser avec qui il eut un fils et deux filles. 